# Organizzazione Sportiva Panamericana

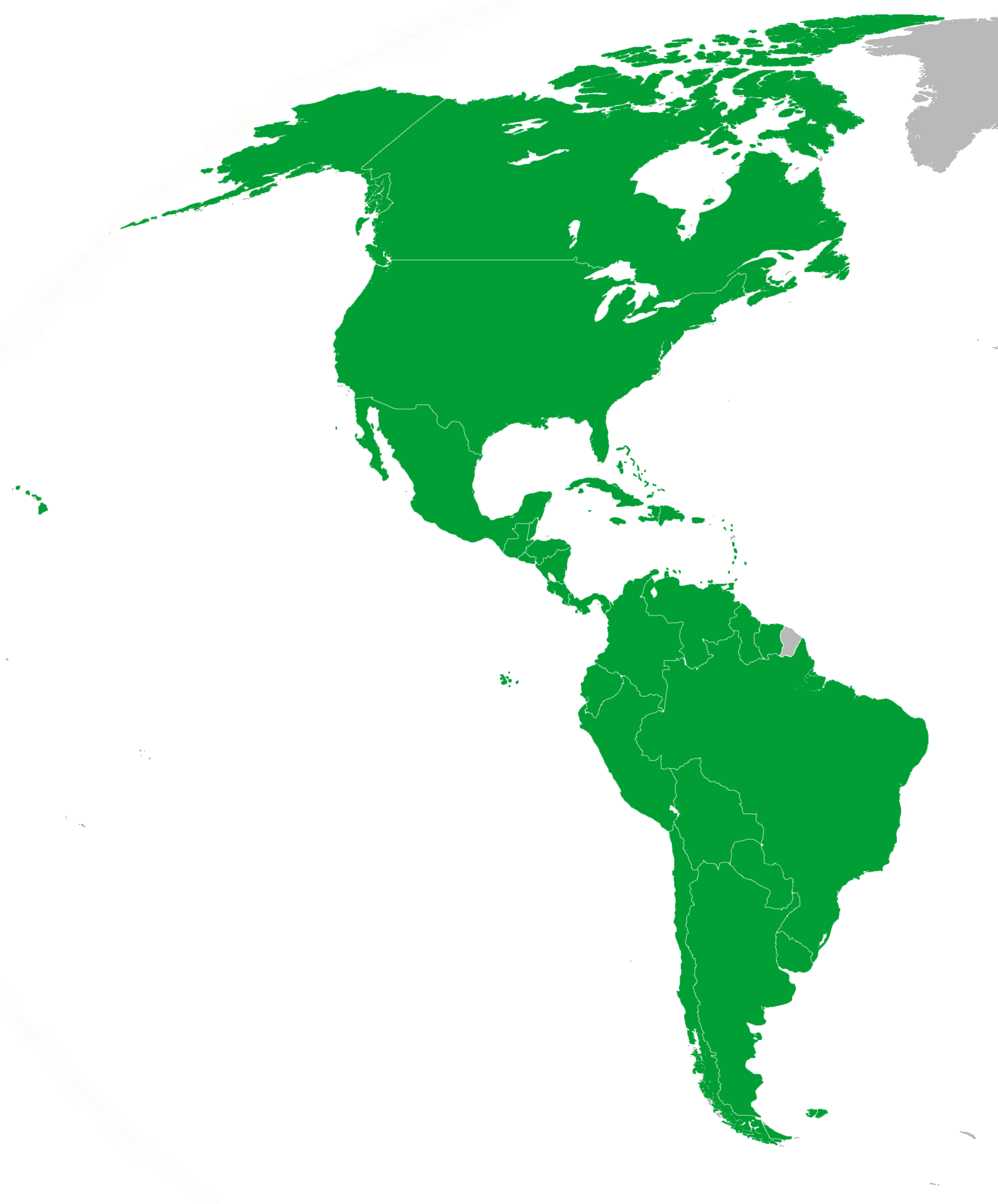
In verde, i paesi membri dell'Organizzazione Sportiva Panamericana

L'Organizzazione Sportiva Panamericana (OSPA) (noto anche come Pan American Sports Organization (PASO) in inglese, Organización Deportiva Panamericana (ODEPA) in spagnolo o Organização Desportiva Pan-Americana (ODEPA) in portoghese) è un un'associazione internazionale che riunisce i 41 Comitati Olimpici Nazionali d'America riconosciuti dal Comitato Olimpico Internazionale (CIO).
Quest'organizzazione ha anche lo scopo di organizzare i Giochi panamericani. All'inizio del 2015 il presidente dell'associazione era, dal 1975, il messicano Mario Vázquez Raña; deceduto nel febbraio del 2015 è diventato presidente ad interim il connazionale Ivar Sisniega. La sede del OSPA è Città del Messico.

## Paesi membri
Nella seguente tabella sono riportati i comitati facenti parte dell'organizzazione con l'anno della fondazione e l'anno di riconoscimento ufficiale da parte del CIO nel caso in cui non corrisponda con il primo.
| Paese                     | Codice CIO | Comitato Olimpico Nazionale                       | Fondazione | Rif. |
| ------------------------- | ---------- | ------------------------------------------------- | ---------- | ---- |
| Antigua e Barbuda         | ANT        | Associazione Olimpica di Antigua e Barbuda        | 1966/1976  |      |
| Argentina                 | ARG        | Comitato Olimpico Argentino                       | 1923       |      |
| Aruba                     | ARU        | Comitato Olimpico Arubano                         | 1985/1986  |      |
| Bahamas                   | BAH        | Associazione Olimpica delle Bahamas               | 1952       |      |
| Barbados                  | BAR        | Associazione Olimpica Barbadiana                  | 1955       |      |
| Belize                    | BIZ        | Associazione Olimpica Beliziana                   | 1967       |      |
| Bermuda                   | BER        | Associazione Olimpica di Bermuda                  | 1935/1936  |      |
| Bolivia                   | BOL        | Comitato Olimpico Boliviano                       | 1932/1936  |      |
| Brasile                   | BRA        | Comitato Olimpico del Brasile                     | 1918/1935  |      |
| Canada                    | CAN        | Comitato Olimpico Canadese                        | 1904/1907  |      |
| Cile                      | CHI        | Comitato Olimpico del Cile                        | 1934       |      |
| Colombia                  | COL        | Comitato Olimpico Colombiano                      | 1936/1948  |      |
| Costa Rica                | CRC        | Comitato Olimpico della Costa Rica                | 1953/1954  |      |
| Cuba                      | CUB        | Comitato Olimpico Cubano                          | 1926/1954  |      |
| Dominica                  | DMA        | Comitato Olimpico della Dominica                  | 1987/1993  |      |
| Rep. Dominicana           | DOM        | Comitato Olimpico Dominicano                      | 1946/1962  |      |
| Ecuador                   | ECU        | Comitato Olimpico Ecuadoriano                     | 1948/1959  |      |
| El Salvador               | ESA        | Comitato Olimpico di El Salvador                  | 1949/1962  |      |
| Giamaica                  | JAM        | Associazione Olimpica Giamaicana                  | 1936       |      |
| Grenada                   | GRN        | Comitato Olimpico di Grenada                      | 1984       |      |
| Guatemala                 | GUA        | Comitato Olimpico Guatemalteco                    | 1947       |      |
| Guyana                    | GUY        | Comitato Olimpico della Guyana                    | 1935/1948  |      |
| Haiti                     | HAI        | Comitato Olimpico Haitiano                        | 1914/1924  |      |
| Honduras                  | HON        | Comitato Olimpico Honduregno                      | 1956       |      |
| Isole Cayman              | CAY        | Comitato Olimpico delle Isole Cayman              | 1973/1976  |      |
| Isole Vergini Americane   | ISV        | Comitato Olimpico delle Isole Vergini Americane   | 1967       |      |
| Isole Vergini Britanniche | IVB        | Comitato Olimpico delle Isole Vergini Britanniche | 1980/1982  |      |
| Messico                   | MEX        | Comitato Olimpico Messicano                       | 1923       |      |
| Nicaragua                 | NCA        | Comitato Olimpico Nicaraguense                    | 1959       |      |
| Panama                    | PAN        | Comitato Olimpico di Panama                       | 1934/1947  |      |
| Paraguay                  | PAR        | Comitato Olimpico Paraguaiano                     | 1970       |      |
| Perù                      | PER        | Comitato Olimpico Peruviano                       | 1924/1936  |      |
| Porto Rico                | PUR        | Comitato Olimpico di Porto Rico                   | 1948       |      |
| Saint Kitts e Nevis       | SKN        | Comitato Olimpico di Saint Kitts e Nevis          | 1986/1993  |      |
| Saint Vincent e Grenadine | VIN        | Comitato Olimpico di Saint Vincent e Grenadine    | 1982/1987  |      |
| Saint Lucia               | LCA        | Comitato Olimpico di Saint Lucia                  | 1987/1993  |      |
| Stati Uniti               | USA        | Comitato Olimpico e Paralimpico degli Stati Uniti | 1894       |      |
| Suriname                  | SUR        | Comitato Olimpico Surinamese                      | 1959       |      |
| Trinidad e Tobago         | TRI        | Comitato Olimpico di Trinidad e Tobago            | 1946/1948  |      |
| Uruguay                   | URU        | Comitato Olimpico Uruguaiano                      | 1924       |      |
| Venezuela                 | VEN        | Comitato Olimpico Venezuelano                     | 1935       |      |